# Сперанский (Уфимский район)
Сперанский (баш. Сперанский) — деревня в Уфимском районе Республики Башкортостан Российской Федерации. Входит в состав Николаевского сельсовета.

## География

### Географическое положение
Расстояние до:
- районного центра (Уфа): 33 км,
- центра сельсовета (Николаевка): 6 км,
- ближайшей ж/д станции (Уфа): 33 км.

## Население
| 2002 | 2009 | 2010 |
| ---- | ---- | ---- |
| 27   | ↘10  | ↘9   |

Национальный состав
Согласно переписи 2002 года, преобладающая национальность — русские (74 %).